# Charles Van den Driessche
Charles Georges „Carlos” Van den Driessche (Belgium, Brüsszel, 1901. augusztus 31. – 1972. május 14.) belga olimpikon jégkorongozó, evezős.
Először olimpián az 1924. évi téli olimpiai játékokon a jégkorongtornán vett részt a belga csapatban. Első mérkőzésükön súlyos vereséget szenvedtek az amerikaiaktól 19–0-ra. Következő mérkőzésen szintén súlyos vereséget szenvedtek el a britektől, 19–3-ra kaptak ki. Utolsó csoport mérkőzésükön a franciáktól kaptak ki egy szoros mérkőzésen 7–5-re.
Az 1928. évi nyári olimpiai játékokon indult evezésben. Kétpárevezős versenyben Philippe Van Volckxsom volt a társa. Érmet nem nyertek.
Az 1936. évi téli olimpiai játékokon vett részt utoljára olimpián. Ekkor a jégkorongtornán. A belgák a C csoportba kerültek. Az első mérkőzésen 11–2 kikaptak a magyar válogatottól. A következőn 5–0-s vereséget szenvedtek a csehszlovákoktól majd utolsó csoportmérkőzésen egy szoros hosszabbításos mérkőzésen 4–2-es szenvedtek a franciáktól. A csoportban utolsó helyen zártak 0 ponttal és összesítésben a 14. helyen végeztek.